# Cosmos 95
Cosmos 95 (en cirílico, Космос 95) fue un satélite artificial militar soviético perteneciente a la clase de satélites DS (el segundo de los cuatro de tipo DS-U2-V) y lanzado el 4 de noviembre de 1965 mediante un cohete Cosmos-2I desde el cosmódromo de Kapustin Yar.

## Objetivos
La misión de Cosmos 95 fue de carácter militar y permanece secreta, aunque originalmente la Unión Soviética declaró que se trataba de una misión para estudiar la atmósfera superior y el espacio exterior.

## Características
El satélite tenía una masa de 325 kg y fue inyectado inicialmente en una órbita con un perigeo de 207 km y un apogeo de 521 km, con una inclinación orbital de 48,4 grados y un periodo de 91,78 minutos. El satélite transmitía señales de radio a 20,005 , 30,008 y 90,023 MHz. El lanzamiento produjo al menos 22 fragmentos que quedaron en órbita y que fueron reentrando a partir del 7 de noviembre.
Cosmos 95 reentró en la atmósfera el 18 de enero de 1966.